# NGC 6739
NGC 6739 é uma galáxia lenticular (S0) localizada na direcção da constelação de Pavo. Possui uma declinação de -61° 22' 03" e uma ascensão recta de 19 horas, 07 minutos e 48,7 segundos.
A galáxia NGC 6739 foi descoberta em 7 de Agosto de 1834 por John Herschel.